# Tropocyclops brevis
Tropocyclops brevis – gatunek widłonoga z rodziny Cyclopidae. Nazwa naukowa tego gatunku skorupiaków została opublikowana w 1972 roku przez francuskiego zoologa-limnologa Bernarda Henriego Dussarta.